# Kiernan Fagan
Kiernan Fagan (ur. 18 stycznia 2002 w Brownfield) – amerykański narciarz dowolny, specjalizujący się w konkurencjach: slopestyle oraz big air, złoty oraz srebrny medalista igrzysk olimpijskich młodzieży, dwukrotny wicemistrz świata juniorów.

## Kariera
Starty na arenie międzynarodowej rozpoczął w styczniu 2017 roku. Wtedy to podczas zawodów FIS w Waterville Valley wystąpił w dwóch konkursach slopestyle’u, w których zajął kolejno 3. oraz 6. miejsca. Miesiąc później zadebiutował w zawodach z cyklu Pucharu Ameryki Północnej. W klasyfikacjach tego cyklu zajmował między innymi 3. miejsce w big air w sezonie 2017/2018 oraz 2. miejsce w łączonej klasyfikacji slopestyle’u oraz big air w sezonie 2019/2020. W trakcie kariery juniorskiej trzykrotnie startował w mistrzostwach świata juniorów. W pierwszych dwóch startach nie odniósł większych sukcesów, natomiast w 2019 roku, zarówno w slopestyle’u jak i big air wywalczył srebrne medale.
We wrześniu 2018 roku zadebiutował w zawodach z cyklu Pucharu Świata. W pierwszym w karierze konkursie tej rangi, rozgrywanym w nowozelandzkiej Cardronie zajął 12. lokatę. Pierwsze podium w zawodach PŚ osiągnął w styczniu 2019, zajmując 3. pozycję w konkursie slopestyle’u we włoskim Seiser Alm. W lutym 2019 roku zadebiutował w mistrzostwach świata w Park City, w których ukończył konkurs slopestyle’u na 12. lokacie. Rok później, w styczniu 2020 roku podczas zimowych igrzysk młodzieży w Lozannie wywalczył złoty medal w slopestyle’u oraz srebrny medal w big air. W drugim z tych konkursów musiał uznać wyższość Czecha Matěja Švancera.
W czerwcu 2020 roku, wraz ze swoim bratem bliźniakiem Devenem, zostali zawieszeni przez amerykańską federację narciarską za zamieszczanie rasistowskich wpisów w swoich mediach społecznościowych. Skutkowało to również zerwaniem z zawodnikami kontraktów sponsorskich.

## Osiągnięcia

### Mistrzostwa świata
| Miejsce | Dzień    | Rok  | Miejscowość | Konkurencja | Zwycięzca   |
| ------- | -------- | ---- | ----------- | ----------- | ----------- |
| 12.     | 6 lutego | 2019 | Park City   | slopestyle  | James Woods |

### Puchar Świata
Opracowano na podstawie materiału źródłowego

#### Miejsca w klasyfikacji generalnej
- sezon 2018/2019: 37.
- sezon 2019/2020: 151.

#### Miejsca w klasyfikacji slopestyle
- sezon 2018/2019: 10.
- sezon 2019/2020: 27.

#### Miejsca w klasyfikacji big air
- sezon 2018/2019: 28.
- sezon 2019/2020: –

#### Miejsca na podium w zawodach
1. Seiser Alm – 27 stycznia 2019 (slopestyle) – 3. miejsce
2. Mammoth Mountain – 10 marca 2019 (slopestyle) – 3. miejsce